# Palas de Rei
Palas de Rei település Spanyolországban, Lugo tartományban. Palas de Rei Melide, Toques, Friol, Guntín, Monterroso, Antas de Ulla, Agolada és Santiso községekkel határos. Lakosainak száma 3267 fő (2024).

## Népesség
A település népessége az elmúlt években az alábbi módon változott:
| Lakosok száma | 4218 | 3909 | 3667 | 3678 | 3656 | 3601 | 3489 | 3388 | 3319 | 3267 |
|               | 2001 | 2004 | 2007 | 2009 | 2012 | 2014 | 2017 | 2019 | 2022 | 2024 |